# Berdoues
Berdoues é uma comuna francesa na região administrativa de Occitânia, no departamento de Gers. Estende-se por uma área de 17,65 km². Em 2010 a comuna tinha 439 habitantes (densidade: 24,9 hab./km²).